# Жемчужный, Виталий Леонидович
Жемчужный Виталий Леонидович (1898—1966) — советский сценарист и кинорежиссёр, педагог.

## Биография
Родился 11 мая 1898 года в Вязьме.
Учился на юридическом факультете Московского университета (1916—1918) и на режиссерском отделении Государственных высших режиссерских мастерских (ГВЫРМ, 1921—1922).
В 1919 году в Рязани был создан Окружной самодеятельный театр Красной Армии (ОСТКА), которым руководил В. Жемчужный. Ведущий актер театра — Э. Гарин. Осенью 1920 года театр переехал в Москву.  Программа молодого революционного театра была авангардистской, ультралевой. В.Л. Жемчужный, ратуя «за обновление обветшалых форм академического искусства», провозглашал, что «старый репертуар, Островский, в частности, не может помочь. Революцию в театре нужно начинать не с этого». Мечтой режиссера была романтическая революционная драма. Экспериментаторские устремления театра, поиски новых сценических форм поддерживал А. В. Луначарский. В художественный совет ОСТКА вошли В. В. Маяковский, В. Э. Мейерхольд. Некоторое время труппа не имела постоянной сцены, и только в конце 1920 года театр обосновался по адресу Арбат, 53. В этом же доме в коммунальной квартире жил до 1941 года сам Виталий Леонидович. ОСТКА расформировали в 1921 году в связи с демобилизацией большого числа участников коллектива. 
В 1921—1923 годах работал режиссером и актером театра Мастфор и театра В.Э. Мейерхольда. 
В 1926—1928 годах был заведующим редакцией журнала «Советское кино», одновременно в  1924—1927 годах — педагог Академии коммунистического воспитания имени Н.К. Крупской и Высших политико-просветительских курсов. 
В 1927—1937 годах являлся режиссером различных киностудий СССР: в «Совкино» ставил политпросветфильмы: «Москва советская» (1929; не сохранился), «Второй шаг» (1931; не сохранился), «Кем быть» (1932, не сохранился); в «Мостехфильме» (позднее – «Центрнаучфильм») в 1932-1934 годах был главным режиссером кинокурса «Автомобиль».
В 1937—1947 годах — художественный руководитель Театра одноактной пьесы концертной бригады. В годы Великой Отечественной войны с концертной бригадой выступал на кораблях и в частях Краснознаменного Балтийского флота, Черноморского флота, Северного флота и Онежской флотии. Награжден Орденом Красной звезды. 
С 1947 года писал сценарии учебных фильмов.
В 1934—1937 и 1962—1966 годах — педагог ВГИКа, где руководил режиссерской мастерской.
Умер 23 января 1966 года в Москве. Урна с прахом захоронена в колумбарии Донского кладбища.
Жена — Евгения Гавриловна Соколова (1900—1982), работала в библиотеке; в 1925 году у нее начались отношения с Осипом Бриком, что послужило причиной развода с мужем. После смерти Брика Л.Ю.Брик и Евгения Гавриловна поддерживали теплые отношения, и Л.Брик помогала Евгении Гавриловне материально. 

## Работы
- 1928 год — режиссер, автор сценария фильма «СТЕКЛЯННЫЙ ГЛАЗ» («Фильм о фильме»), в котором Вероника Полонская сыграла свою первую роль.[8]